# Dana Makrlíková
Dana Makrlíková (* 8. dubna 1975 Jablonec nad Nisou), provdaná Eklová, je česká televizní moderátorka, novinářka a podnikatelka. Známou se stala zejména moderováním v TV Prima a účinkováním v televizních hobby magazínech v Receptáři Prima nápadů, Polopatě na České televizi nebo Mistři zahrad na TV Seznam

## Osobní život
Narodila se 8. dubna 1975 v Jablonci nad Nisou, kde absolvovala gymnázium. V Liberci vystudovala Technickou univerzitu, textilní fakultu a v Praze Českou zemědělskou univerzitu, Fakultu agrobiologie, potravinových a přírodních zdrojů. V roce 1992 soutěžila v soutěži Miss České republiky.
V letech 2008–2014 působila v Radě ČT. V roce 2013 kandidovala ve Středočeském kraji na kandidátce ODS. V letech 2006-2010 byla vedoucí oddělení vztahů s veřejností na Českém telekomunikačním úřadě. V roce 2014 se po čtyřletém manželství rozvedla. Žije v Praze.

## Profesní život
V letech 1993 až 1996 působila jako moderátorka v libereckém rádiu Euro K a poté v jabloneckém rádiu Triangl. V letech 1996 až 2002 pracovala jako redaktorka a moderátorka v krajovém vysílání Českého rozhlasu v Hradci Králové. V Hradci Králové v letech 1996 až 1998 působila jako moderátorka a editorka zpráv v TV Galaxie. Po krátkém působení na pozici moderátorky v TV Nova v roce 1998 se ještě tentýž rok vrátila zpět do TV Galaxie, kde pracovala do roku 2000. V letech 2000 až 2001 během krize působila jako redaktorka a moderátorka zpravodajství v České televizi v Praze.
V roce 2001 nastoupila jako moderátorka a editorka zpráv v Hradci Králové do TV3, ale ještě tentýž rok přešla do TV Prima, kde pracovala jako moderátorka Zpravodajského deníku a editorka zpráv a od roku 2003 jako reportérka a scenáristka pořadu Receptář prima nápadů s Přemkem Podlahou. V letech 2006 až 2010 pracovala na pozici tiskové mluvčí Českého telekomunikačního úřadu.
Od roku 2006 podniká v oblasti zahradní architektury. V České televizi účinkuje v pořadu Polopatě, kde se věnuje i scenáristice. V Televizi Seznam moderuje, píše náměty a scénáře pro pořad Mistři zahrad.